# محیط رسوبی

محیط رسوبی (انگلیسی: Depositional environment) ترکیبی از فرایندهای فیزیکی، شیمیایی و بیولوژیکی مرتبط با ته‌نشینی نوعی خاص از رسوب را توصیف می‌کند، که با محیط‌های پیرامون خود متفاوت می‌باشد. یک محیط رسوبی قسمتی زمین است که از نظر فیزیکی (عمق، سرعت رسوب‌گذاری، جهت جریان و درجه حرارت آب)، شیمیایی (درجه اسیدی و قلیایی محیط، درجه شوری) و بیولوژیکی (وجود یا عدم وجود فسیل‌ها) از محیط‌های مجاور خود، مشخص می‌شود.